# Camber Castle
Camber Castle (tidligere Winchelsea Castle) er et Device Fort fra 1500-tallet bygget tæt ved Rye af kong Henrik 8. for at beskytte Sussex' kystlinje mod angreb fra franskmændene. Den første forskansning på stedet var et lille rundt artilleritårn. I 1539 fik yderligere spændinger mellem England og Frankrig Henrik til at gentænke sine forsvarplaner for kysten, og Camber Castle blev genopbygget og udvidet i de næste år under ledelse af ingeniør Stefan von Haschenperg fra Mähren. Det var ikke tilfredsstillende, og der blev  udført yderligere forbedringer fra 1542 til 1543. Resultatet var en stort koncentrisk artillerifæstning med et centralt keep med fire cirkulære bastioner omkring, og en cirkulær bastion ved indgangen af sten og mursten
Den endelige borg blev oprindeligt udstyret med 28 messing- og jernkanoner og en garnison på 28 mand under ledelse af en kaptajn. Det var muligvis i brug i 1545, da en fransk flåde angreb kysten, men det var kun i brug i kort tid. Camber og de omkringliggende havne begyndte at bliver fyldt med sand og andet og blev ubrugelige. Kystlinjen kom også længere og længere ud. Det resulterede i, at Camber Castle til sidst lå langt inde i landet. Yderligere var borgen allerede afløst af nye europæiske former, før den stod færdig, og freden med Frankrig senere i århundredet mindskede nødvendigheden betragteligt. Fæstningen var i brug til 1637, hvor den blev lukket af Charles 1. Ved udbruddet af den engelske borgerkrig i 1642 blev mange af befæstningerne fjernet af rundhovederne for at forhindre kavalererne i at bruge dem.
Ruinerne blev et populært sted til picnic i 1700- og 1800-tallet og blev malet af J.M.W. Turner. Planer om at genopbygge borgen som et Matellotårn eller som et klubhus for en lokal golfbane blev aldrig udført. Området blev brugt under anden verdenskrig. Den arkæologiske interesse for stedet øgedes efter krigen og i 1967 begyndte staten langsomt at renovere det. I 1977 blev det solgt af de private ejere. I 1970'erne og 1980'erne var der flere arkæologiske udgravninger. Det drives i dag af English Heritage, som genåbnede det efter omfattende renoveringer mellem 1968 og 1994 og er åbent for offentligheden. Det er en listed building af første grad.